# Miss Perú 2023
Miss Perú 2023 fue la 71.ª edición de Miss Perú. Se llevó a cabo el 18 de mayo de 2023 y se transmitió en vivo por señal abierta a través del reality show Esto es guerra de América Televisión. Al final del evento Alessia Rovegno, coronó a su sucesora Camila Escribens.

## Resultados
La ganadora de esta edición representara a Perú en la 72.ª edición de Miss Universo.
| Título                                   | Candidata | Ref         |
| ---------------------------------------- | --- | ----------- |
| Miss Perú 2023 (Miss Perú Universo 2023) | - Perú USA - Camila Escribens | [ 1 ] [ 2 ] |
| Primera finalista                        | - Lima - Suheyn Cipriani | [ 1 ] [ 2 ] |
| Segunda finalista                        | - Lima Este - Nathaly Terrones | [ 1 ] [ 2 ] |
| Tercera finalista                        | - Lima - Gianella Rázuri | [ 1 ] [ 2 ] |
| Cuarta finalista                         | - Lima - Alexandra Balarezo | [ 1 ] [ 2 ] |
| Top 11                                   | - Arequipa - Alisson Quiroz - Chincha - Clarisse Uribe - La Libertad - María Fernanda Malca - Lima - Nathie Quijano - Lima Oeste - Liliana Armestar - Piura- Larizza Farfán | [ 3 ]       |

## Candidatas
22 candidatas participaron en el certamen:
(En la tabla se utiliza su nombre completo, los sobrenombres van entrecomillados y los apellidos utilizados como nombre artístico, entre paréntesis; fuera de ella se utilizan sus nombres «artísticos» o simplificados)
| Candidata                        | Edad | Lugar de Procedencia | Posición                |
| -------------------------------- | ---- | -------------------- | ----------------------- |
| Alisson Quiroz Cerpa             | 19   | Arequipa             | Top 11                  |
| Lisseth García Flores            | 23   | Ayacucho             |                         |
| Sheila Luana Silva Calla         | 25   | Cajamarca            |                         |
| Alicia Pacheco Sotomayor         | 26   | Cusco                |                         |
| Clarisse Luciana Uribe Cruces    | 26   | Chincha              | Top 11                  |
| María Fernanda Malca Mas         | 22   | La Libertad          | Top 11                  |
| Darlys Valderrama Lozano         | 21   | Lambayeque           |                         |
| Viviana Díaz                     | 21   | Loreto               |                         |
| Winny Michelle Zapata Olivera    | 25   | Jaén                 |                         |
| Rashia Suheyn Cipriani Noriega   | 26   | Lima                 | Primera finalista       |
| Gianella Rázuri                  | 27   | Lima                 | Tercera finalista       |
| Alexandra Balarezo               | 26   | Lima                 | Cuarta finalista        |
| Nathie Jackeline Quijano Tapia   | 20   | Lima                 | Top 11                  |
| Maricielo Limaco Luque           | 26   | Lima                 |                         |
| Krysta Celi Zapatero             | 28   | Lima Centro          |                         |
| Nathaly Andrea Terrones Sierra   | 28   | Lima Este            | Segunda finalista       |
| Valeria Morán Sabaducci          | 24   | Lima Norte           |                         |
| Liliana Armestar Alzamora        | 24   | Lima Oeste           | Top 11                  |
| Nathaly López                    | 26   | Moquegua             |                         |
| Larizza Fiorella Farfán Sedamano | 26   | Piura                | Top 11                  |
| Ángela Romero Sánchez            | 27   | Puno                 |                         |
| Camila Namie Escribens           | 24   | Perú USA             | Miss Perú Universo 2023 |

Candidata Retirada
- Callao - Stephannie Carhuas (se retiró de la competencia por problemas de salud).[4]

## Jurado
El jurado está conformado por:
- Natalie Vértiz - Miss Perú 2011

- Alessia Rovegno - Miss Perú 2022
- Romina Lozano - Miss Perú 2018
- Olga Zumarán - Modelo, actriz peruana y Miss Perú 1978
- Karen Schwarz - Miss Perú 2009